# Драме, Букари
Букари Драме (фр. Boukary Dramé; 22 июля 1985, Вильпент, Сен-Сен-Дени) — сенегальский футболист, левый защитник.

## Карьера
Букари Драме начал карьеру в футбольной школе Оне-су-Буа. Оттуда он перешёл в «Пари Сен-Жермен». В 2002 году он начал играть за второй состав клуба. 11 сентября 2005 года Драме дебютировал в первой команде клуба в матче Лиги 1 со «Страсбуром». В клубе футболист выступал два сезона, проведя за клуб 38 матчей. 31 июля 2007 года Драме был куплен клубом «Сошо» за 1,2 млн евро. Футболист подписал контракт на 4 года; он сказал: «„Сошо“ как раз та команда, где на меня будут рассчитывать в течение всего сезона. В Париже я не был бы в этом уверен». 7 августа он дебютировал в основном составе команды в матче против бывшего клуба, «Пари Сен-Жермен», где получил серьёзную травму голеностопа. Из-за травмы футболист выходил на поле мало, проведя лишь 13 игр. 1 сентября 2008 года Драме был арендован испанским «Реал Сосьедадом». Но футболист сыграл за основной состав команды только два матча. Вернувшись в «Сошо» защитник стал твёрдым игроком основы команды. Он выступал там два сезона, вплоть до окончания контракта. «Сошо» хотел оставить Драме в составе, но футболист и клуб не договорились о новом соглашении.
23 августа 2011 года Драме, в статусе свободного агента перешёл в клуб «Кьево». Там он играл 3 сезона, проведя 71 матч и забив 2 гола. В 2014 году сенегалец стал игроком «Аталанты», подписав контракт на 3 года. 23 августа он дебютировал в команде в матче Кубка Италии с «Пизой».

## Статистика

### Клубная
| Сезон   | Клуб            | Лига    | Чемпионат | Чемпионат | Кубок | Кубок | Междун. | Междун. |
| Сезон   | Клуб            | Лига    | Игры      | Голы      | Игры  | Голы  | Игры    | Голы    |
| ------- | --------------- | ------- | --------- | --------- | ----- | ----- | ------- | ------- |
| 2005/06 | Пари Сен-Жермен | Лига 1  | 4         | 0         | 2     | 0     | —       | —       |
| 2006/07 | Пари Сен-Жермен | Лига 1  | 20        | 0         | 3     | 0     | 9       | 0       |
| 2007/08 | Сошо            | Лига 1  | 10        | 0         | 2     | 0     | —       | —       |
| 2008/09 | Реал Сосьедад   | Сегунда | 1         | 0         | 1     | 0     | —       | —       |
| 2009/10 | Сошо            | Лига 1  | 23        | 0         | 3     | 0     | —       | —       |
| 2010/11 | Сошо            | Лига 1  | 26        | 2         | 1     | 0     | —       | —       |
| 2011/12 | Кьево           | Серия А | 18        | 1         | 3     | 0     | —       | —       |
| 2012/13 | Кьево           | Серия А | 22        | 1         | 1     | 0     | —       | —       |
| 2013/14 | Кьево           | Серия А | 26        | 0         | 1     | 0     | —       | —       |
| 2014/15 | Кьево           | Серия А | 29        | 0         | 3     | 0     | —       | —       |

### Международная
| Матчи Букари Драме за сборную Сенегала | Матчи Букари Драме за сборную Сенегала | Матчи Букари Драме за сборную Сенегала | Матчи Букари Драме за сборную Сенегала | Матчи Букари Драме за сборную Сенегала | Матчи Букари Драме за сборную Сенегала | Матчи Букари Драме за сборную Сенегала |
| -------------------------------------- | -------------------------------------- | -------------------------------------- | -------------------------------------- | -------------------------------------- | -------------------------------------- | -------------------------------------- |
| №                                      | Дата                                   | Место проведения                       | Оппонент                               | Счёт                                   | Голы                                   | Турнир                                 |
| 1                                      | 8 октября 2005                         | Дакар                                  | Мали                                   | 3:0                                    | -                                      | Квалификация Чемпионата мира           |
| 2                                      | 9 февраля 2006                         | Каир                                   | Нигерия                                | 0:1                                    | -                                      | Кубок африканских наций                |
| 3                                      | 1 марта 2006                           | Дакар                                  | Норвегия                               | 2:1                                    | -                                      | Товарищеский матч                      |
| 4                                      | 16 августа 2006                        | Тур                                    | Кот-д’Ивуар                            | 1:0                                    | -                                      | Товарищеский матч                      |
| 5                                      | 3 марта 2010                           | Пирей                                  | Греция                                 | 2:0                                    | -                                      | Товарищеский матч                      |
| 6                                      | 21 мая 2014                            | Уагадугу                               | Буркина-Фасо                           | 1:1                                    | -                                      | Товарищеский матч                      |
| 7                                      | 19 ноября 2014                         | Дакар                                  | Ботсвана                               | 3:0                                    | -                                      | Квалификация Кубка африканских наций   |